# Wijkgezondheidscentrum

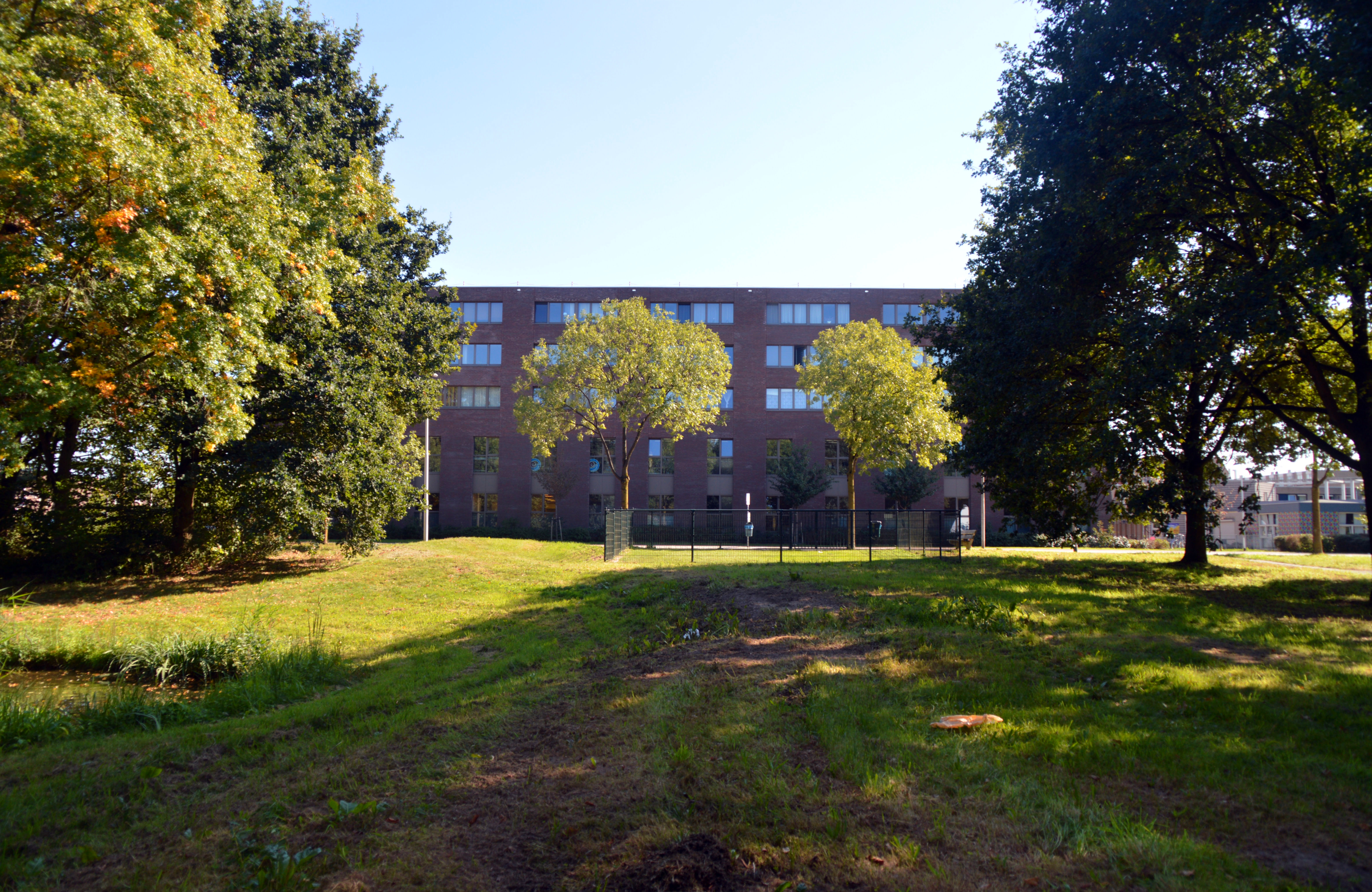
Een wijkgezondheidscentrum in Nijmegen (Nederland)

Een wijkgezondheidscentrum is een organisatievorm voor multidisciplinaire gezondheidszorg, waaronder huisartsgeneeskunde. 
In Vlaanderen zijn er anno 2013 30, waarvan 23 aangesloten bij de Vereniging van Wijkgezondheidscentra (VWGC), en hebben ruim 60.000 mensen een wijkgezondheidscentrum als huisarts. In Franstalig België zijn er 95 wijkgezondheidscentra (maison médicale), met samen 250.000 ingeschrevenen.

## Ontstaansgeschiedenis
Na de studentenrevolte van mei 1968 richtten studenten geneeskunde werkgroepen op om na te denken over de vraag hoe ze zich meer dienstbaar voor de maatschappij konden opstellen. Dit resulteerde midden de jaren 1970 in wijkgezondheidscentra zoals de "Centres Locaux de Santé Communautaires" in Québec.
Dit concept moest antwoord bieden op de vraag naar zorg bij lichamelijke, psychische en sociale problemen. Daarbij was preventie, participatie in de gemeenschap en laagdrempeligheid belangrijk. Het is een multidisciplinair eerstelijns behandelaanbod van met name huisarts, diëtist, verpleging, maatschappelijk ondersteuning en kinesitherapie.
In Vlaanderen werd in Alken vanuit 'Wereldscholen Alken' in 1976 wijkgezondheidscentrum De Restèl opgericht. Kort daarop eveneens in 1976, De Sleep in Gent. Dit had als gevolg dat de Vlaamse Vereniging voor Forfaitaire Geneeskunde werd opgericht. In de jaren daarop volgden nog enkele Botermarkt (Gent, 1978), De Brug (Brussel, 1979), Brugse Poort (Gent, 1981), Zwartberg-Waterschei (1983), Ridderbuurt (1995), universitair gezondheidscentrum (Gent, 2000), Nieuw Gent (Gent, 2000), Daenshuis (Aalst, 2003), De Central (Kessel-lo, 2004), De Kaai (Gent 2005), De Vlier (Sint-Niklaas 2005)Wel en Wee (Mechelen, 2007), MediKuregem (Anderlecht, 2008), De Regent (Antwerpen, 2008), De Vaart (Vilvoorde, 2008) Vierkappes (Tienen, 2009), Kapellenberg (Gent, 2010), Watersportbaan (Gent, 2010), De Zilveren Knoop (Lier, 2012)

## België
Een van de kenmerken is dat de patiënten geen remgeld betalen, omdat alles via een bijdrage van de ziekenfondsen wordt bekostigd. Een belangrijk voordeel is dat de arts onafhankelijker kan voorschrijven en niet onder druk staat om zijn geld te krijgen. Een nadeel is dat zo lang de patiënt aangesloten is hij geen tegemoetkoming meer krijgt bij andere huisartsen. Dit heeft dan weer als voordeel dat de patiënt niet meer aan "huisarts-hopping" kan doen en meerdere artsen kan bezoeken om te krijgen wat hij wil.
Wijkgezondheidscentra dienen te voldoen aan de volgende 11 criteria:
- Multidisciplinaire samenwerking in het centrum. (huisarts, verpleegkundige en andere aan te vullen opdrachten zoals  gezondheidspromotie, kinesitherapie, tandheelkunde.
- Gericht op de gemeenschap en actief op beleidsniveau in hun werkingsgebied.
- Territoriale werking, waardoor ze patiënten aanvaarden die binnen een bepaald gebied woonachtig zijn.
- Structurele samenwerkingsverbanden met partners binnen het werkingsgebied.
- Ziektepreventie en gezondheidsbevordering, om de zelfredzaamheid van de  patiënten en wijkbewoners te bevorderen.
- Integrale zorgverlening, zodat niet enkel de medische kant bekeken wordt maar ook de sociale en psychische kant.
- Toegankelijkheid: de centra streven naar het wegwerken van drempels, zodat alle lagen van de bevolking binnen het werkingsgebied toegang hebben tot gezondheidszorg.
- Continuïteit: van de patiënt wordt een multidisciplinair dossier aangelegd met medische, paramedische en maatschappelijke informatie. De centra zijn minstens 10 uur per dag bereikbaar.
- Kwaliteit: de centra streven naar een betere organisatie en betere zorgverlening.
- Organisatievorm: wijkgezondheidscentra zijn niet winstgevende organisaties.
- Onafhankelijkheid en pluralisme; wijkgezondheidscentra zijn niet gebonden aan politieke partijen.